# Irwin (priimek)
Irwin je priimek več znanih oseb:
- Chris Irwin (*1942), britanski dirkač Formule 1
- Denis Irwin (*1965), irski nogometaš
- James Murray Irwin (1858—1938), irski general in zdravnik
- May Irwin (1862—1938), kanadska igralka in pevka
- Noel Mackintosh Stuart Irwin (1892—1972), britanski general
- Stephen Fenemore Irwin (1895—1964), britanski general
- Steve Irwin (1962—2006), avstralski zoolog
- Terri Irwin (*1964), ameriška igralka